# Laboratóriumi fecskendő

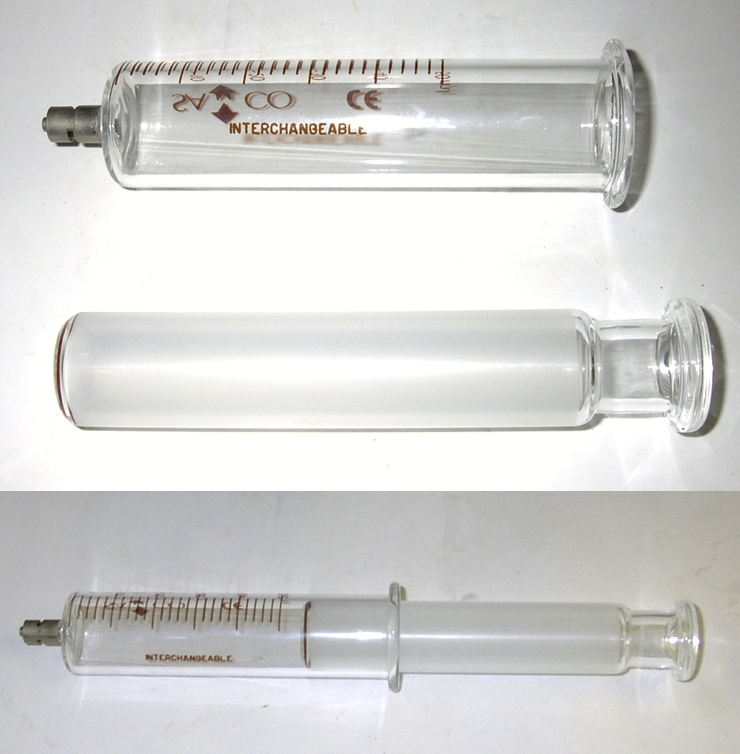
Laboratóriumi fecskendő és darabjai

A laboratóriumi fecskendő a laboratóriumi üvegedények közé tartozik. Elsősorban gázok átvitelére használják, de folyadékokra is használható. Alkalmas a kémiai reakciók során fejlődő gáz mennyiségének durva mérésére (pontos mérésre a gázáramlásmérők használhatók). A folyadékok mérését akkor végezzük, ha nem tartalmaznak gáz részeket.

## Felépítése
A fecskendőnek van egy külső része, illetve egy belső fecskendő része. A belső fecskendő rész kiképezése hengeres üvegcsiszolatos. A külső rész belső felülete szintén hengeres üvegcsiszolatos. A két rész egymáson jól csúszik, jó illeszkedésük révén mégis jól tömít. Mint általában az üvegcsiszolatos dugókra, itt is érvényes, hogy különböző belső és külső fecskendőrészek nem cserélhetők fel még azonos térfogat esetén sem, mert tömítési gondok adódhatnak. A fecskendők különböző méretekben készülnek 500 ml-től 0,25 ml-ig, helyességük 1 és 0,01 ml között változik függően a fecskendő méretétől (Popper and Sons cég fecskendőkínálata).

## Használat gázok esetén
A fecskendőt kémiai reakciók során felszabaduló gázok térfogatmérésére használhatjuk. A fecskendőt csak folyadékmentes állapotban használhatjuk gáz mérésre, mivel a folyadékok oldhatják az adott gázt különösen nagyobb nyomások mellett és ilyen esetben a mérésünk pontatlanná válik (Henry törvénye).
A képződő gáz térfogatának mennyiségét egyszerűen úgy mérjük, hogy a lezárt edényt csak a fecskendővel kötjük össze és megszüntetjük a levegőre való nyitottságát. Ennek során ha a fecskendő mozgása akadálymentes, akkor a felszabaduló gáz szabadon elmozdítja a fecskendőt szárát és a rendszeren belül a külső nyomást tartja fenn. A képződő gázt térfogategységekben olvassuk le, ennek anyagmennyiségre vagy tömegegységre való átszámítása az ideális gáztörvény (pV=nRT) segítségével történhet. A mérés előtt ellenőrizni kell, hogy a fecskendő biztosan akadálymentesen tud mozogni, máskülönben a rendszeren belüli nyomásnövekedés balesetet okozhat, kevésbé súlyos esetekben pedig meghamisíthatja a mérést.

## Használat folyadékok esetén
A fecskendőket folyadékok bemérésére is használhatják. A folyadékok mérése esetében is követelmény a gázmentesség (az orvosok is injekció szúrásakor felszívják az oldatot, majd a fecskendőt megfordítják és kinyomják belőle a levegőt, a vérkeringésbe jutó légbuborék ugyanis akár halált is okozhat). A folyadékmintavétel történhet szeptumon keresztül, amivel megakadályozhatjuk, hogy a minta a levegővel érintkezzen. 

## Fordítás
- Ez a szócikk részben vagy egészben  a   Gas syringe című angol Wikipédia-szócikk ezen változatának fordításán alapul.  Az eredeti cikk szerkesztőit annak laptörténete sorolja fel. Ez a jelzés csupán a megfogalmazás eredetét és a szerzői jogokat jelzi, nem szolgál a cikkben szereplő információk forrásmegjelöléseként.